# Indianapolis Zoo
Koordinaten: 39° 46′ 1″ N, 86° 10′ 37″ W

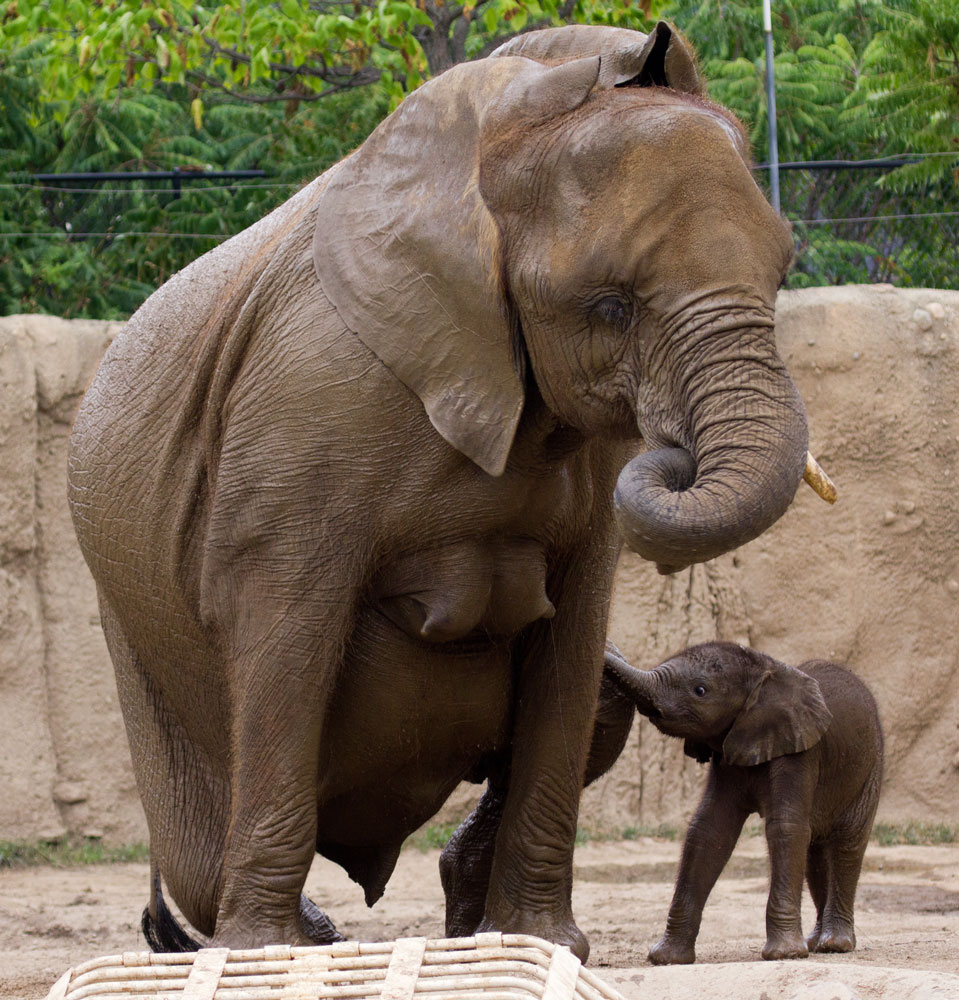
Afrikanischer Elefant mit Jungtier, 2011

Der Indianapolis Zoo ist eine Kombination aus einem Zoo und einem Botanischen Garten. Es handelt sich dabei um eine Non-Profit-Organisation (nicht gewinnorientierte Organisation). Das Gelände befindet sich in der Stadt Indianapolis im Bundesstaat Indiana in den USA. Im Norden und Osten wird der Zoo durch den White River  begrenzt. Der Zoo ist Mitglied bei der World Association of Zoos and Aquariums (WAZA) sowie der Association of Zoos and Aquariums (AZA). Im Jahr 2021 wurde der Zoo von über 1,2 Millionen Gästen besucht.

## Geschichte
Das Konzept für einen Zoo in Indianapolis wurde erstmals in den 1940er Jahren erörtert. Die Dynamik für den Zoo verlangsamte sich im Zweiten Weltkrieg und erst 1962 wurde mit dem Bau begonnen, der schließlich 1964 als Washington Park Children's Zoo eröffnet wurde. 1982 begannen Überlegungen, den Zoo an einen neuen Standort im Zentrum von Indianapolis, der mehr Platz bietet, zu verlegen. Als idealer Standort erwies sich ein Gelände im White River State Park. Am 1. November 1987 schloss der Washington Park Children's Zoo seine Tore. Der neue Zoo wuchs auf das Fünffache seiner bisherigen Größe und wurde 1988 eröffnet. Der Botanische Garten White River Gardens wurde 1999 dem Zoo angegliedert.

## Anlagenkonzept

### Zoo
Der Indianapolis Zoo beherbergt 1465 Tiere, die 233 verschiedene Arten repräsentieren (Stand 2021). Tiere werden in ausgedehnten Freianlagen, die in Ökozonen unterteilt sind, gehalten. Tierarten, die in freier Wildbahn den gleichen Lebensraum teilen, werden im Zoo ebenfalls zusammen gehalten. Einen breiten Raum nehmen Wüsten- und Steppenbewohner ein. In einer anderen Sektion werden überwiegend Waldbewohner gezeigt. Um gefährdete Arten zu erhalten, werden im Zoo verschiedene Zuchtprogramme durchgeführt. Die Abteilung Flights of Fancy zeigt Vogelarten. Dort besteht für Besucher die Möglichkeit, Flamingos und Papageien zu füttern. Nachfolgende Bilder zeigen einige ausgewählte Säugetierarten aus dem Bestand des Zoos.

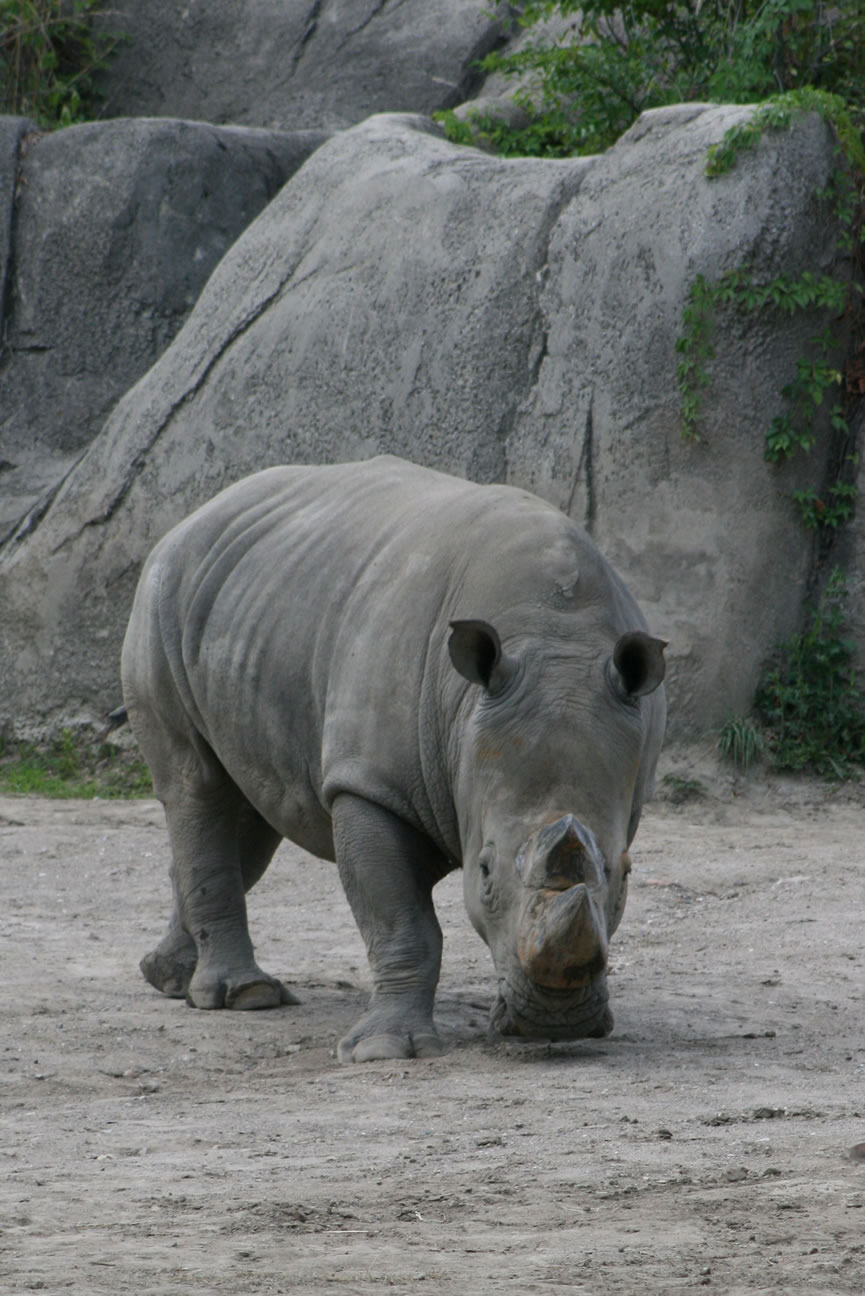
Breitmaulnashorn
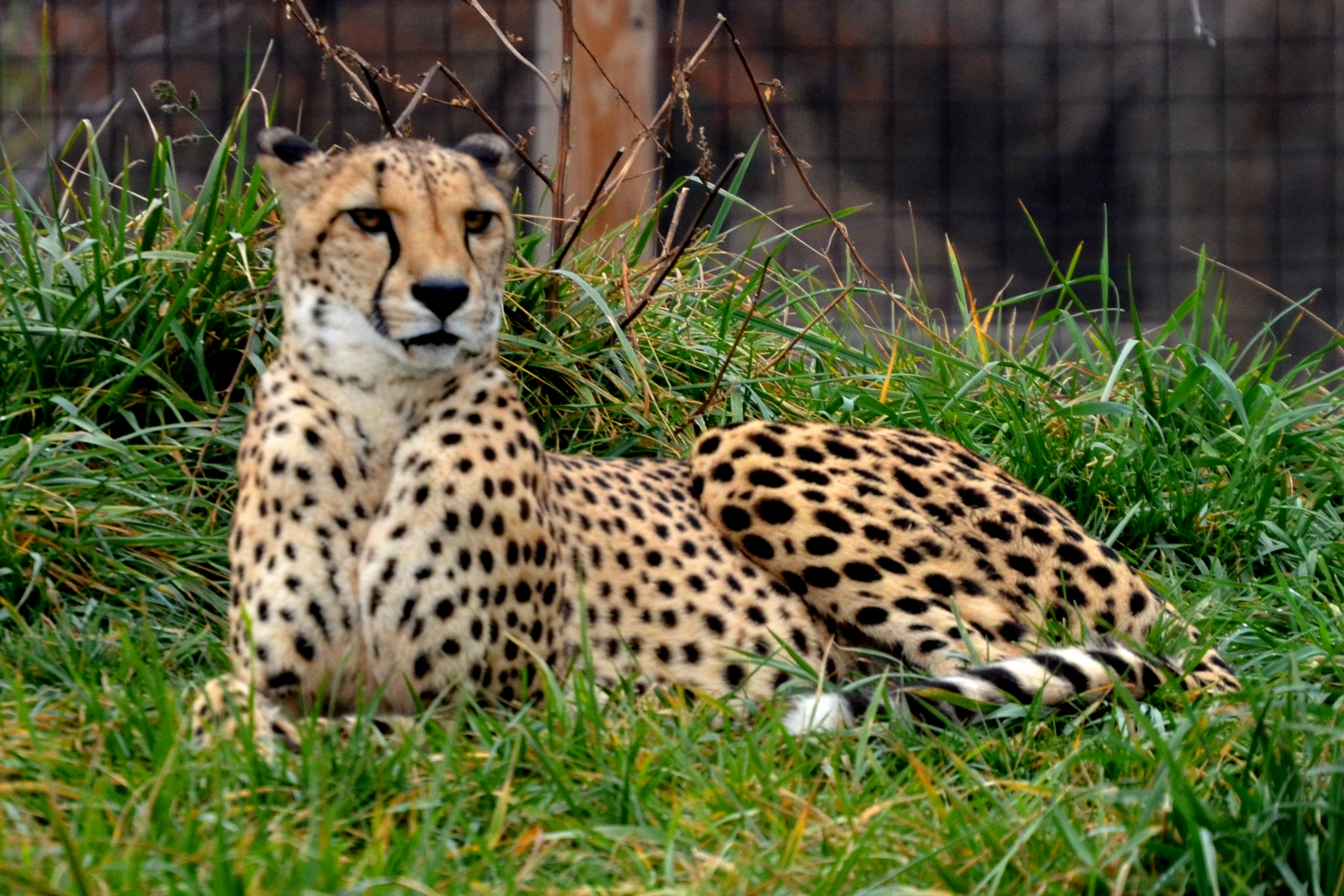
Gepard
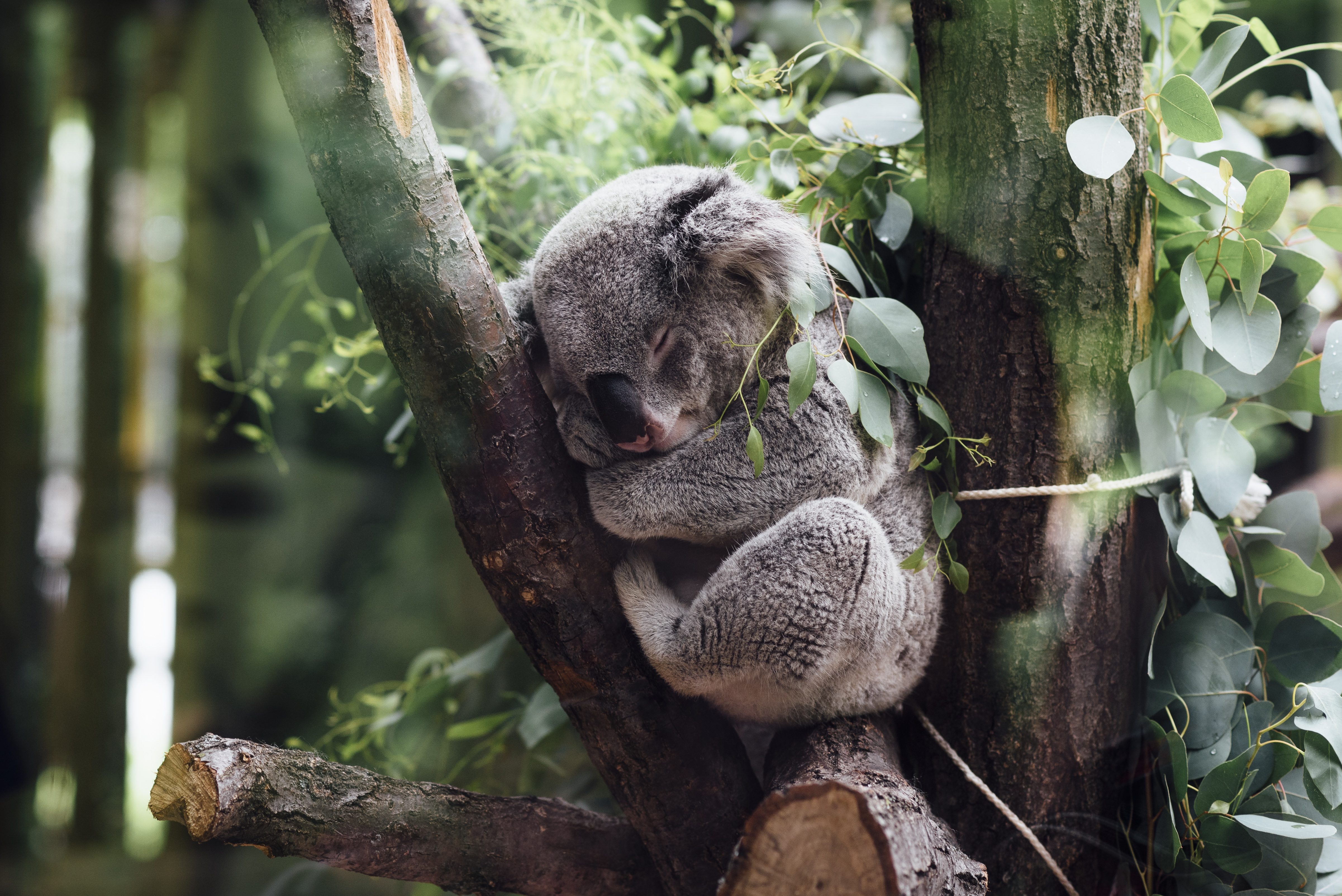
Koala
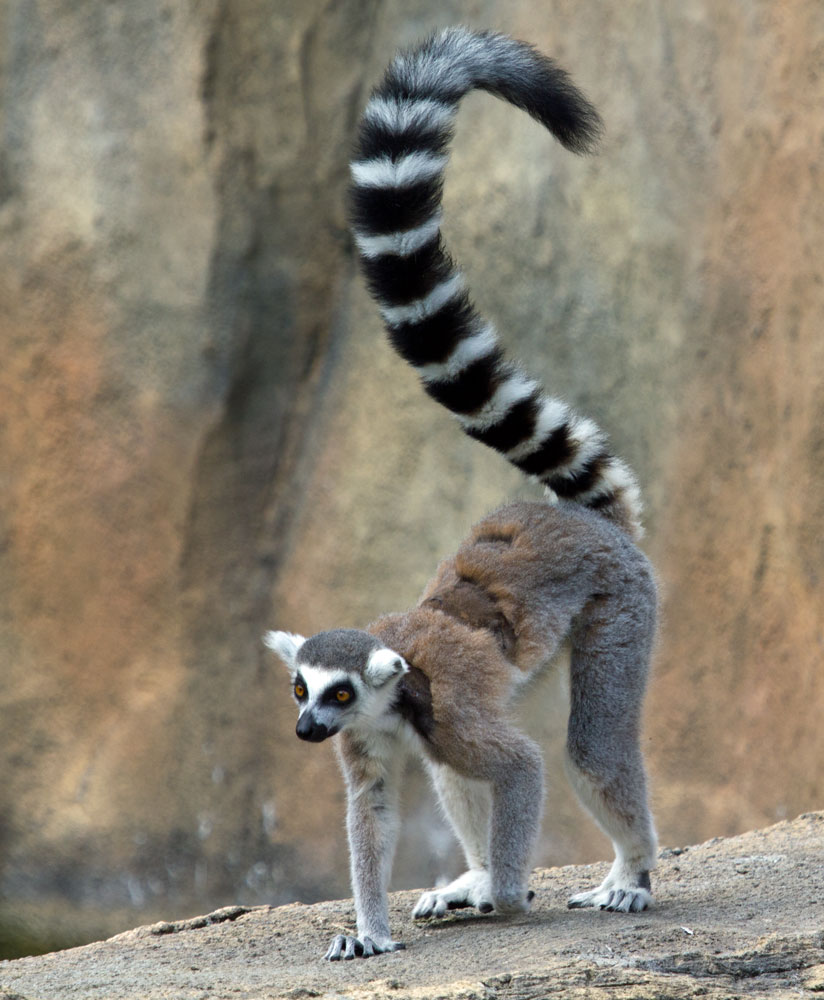
Katta
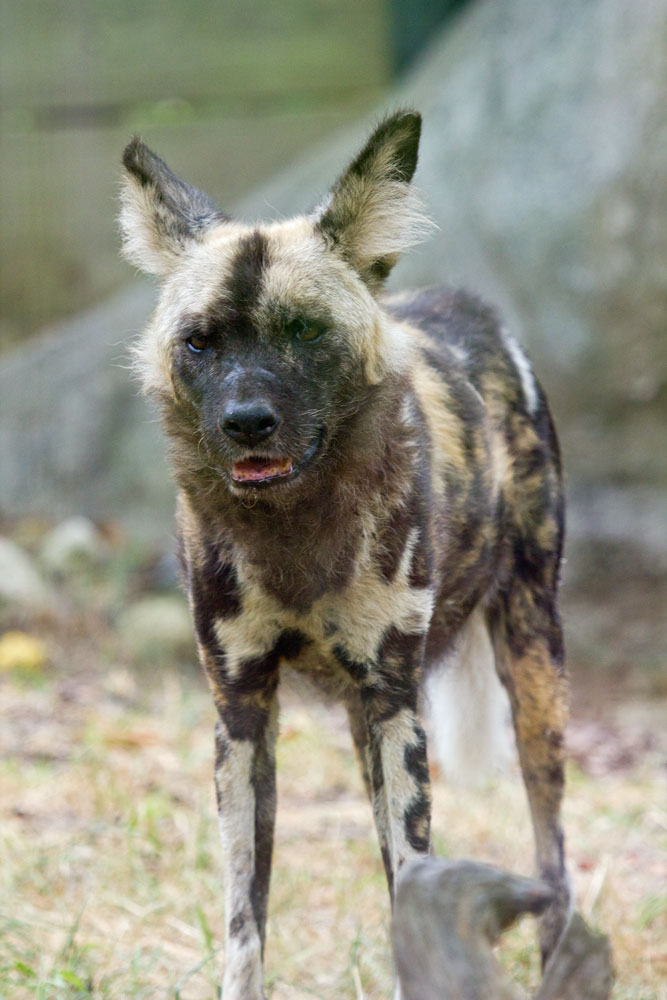
Wildhund

### Botanischer Garten
Im Süden des Zoogeländes schließt sich ein Botanischer Garten an, der White River Gardens genannt wird. Es gibt dort über 1000 verschiedene einheimische sowie exotische Pflanzenarten. Der Garten ist in eine Vielzahl verschiedener Repräsentationsgärten unterteilt, darunter befinden sich ein Kakteen-Garten, ein Schattengarten, ein Wassergarten, ein Orchideen-Garten sowie ein Garten, der speziell für Hochzeiten genutzt werden kann. Im Garten befindet sich auch das Hilbert Conservatory, ein Schmetterlingszoo, in dem viele Schmetterlingsarten beobachtet werden können. In einem großen Wassertank, der ihre natürliche Umgebung nachahmt, werden einige der zu den Riesensalamandern (Cryptobranchidae) zählenden Schlammteufel (Cryptobranchus alleganiensis) gehalten. In Zusammenarbeit mit der Purdue University und anderen Zoos in der Region wird versucht, eine sichere Umgebung für die Reproduktion der Schlammteufel zu schaffen, um nachgezüchtete Tiere auswildern zu können.
2021/22 werden größere Umgestaltungsmaßnahmen im botanischen Teil des Zoos durchgeführt, weshalb der Botanische Garten in diesem Zeitraum für Besucher bis zum Frühjahr 2023 nicht zugänglich ist.

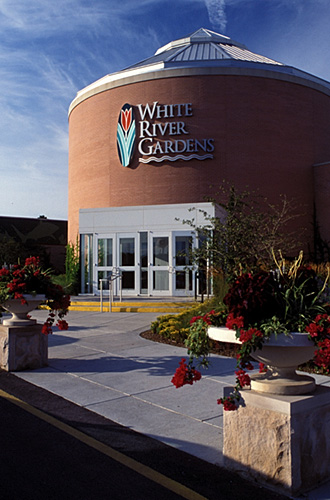
Garten-Eingang
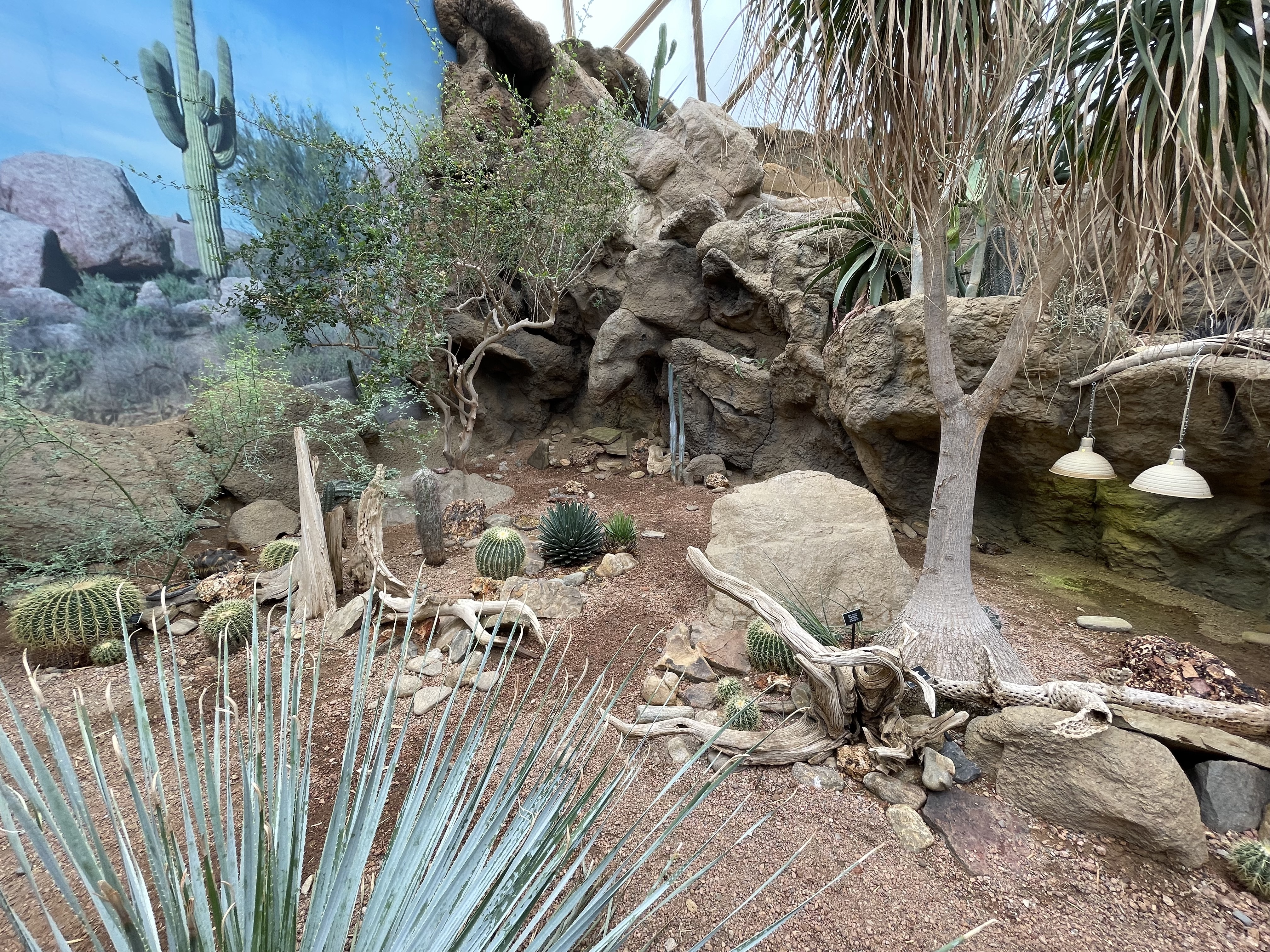
Kakteen-Garten
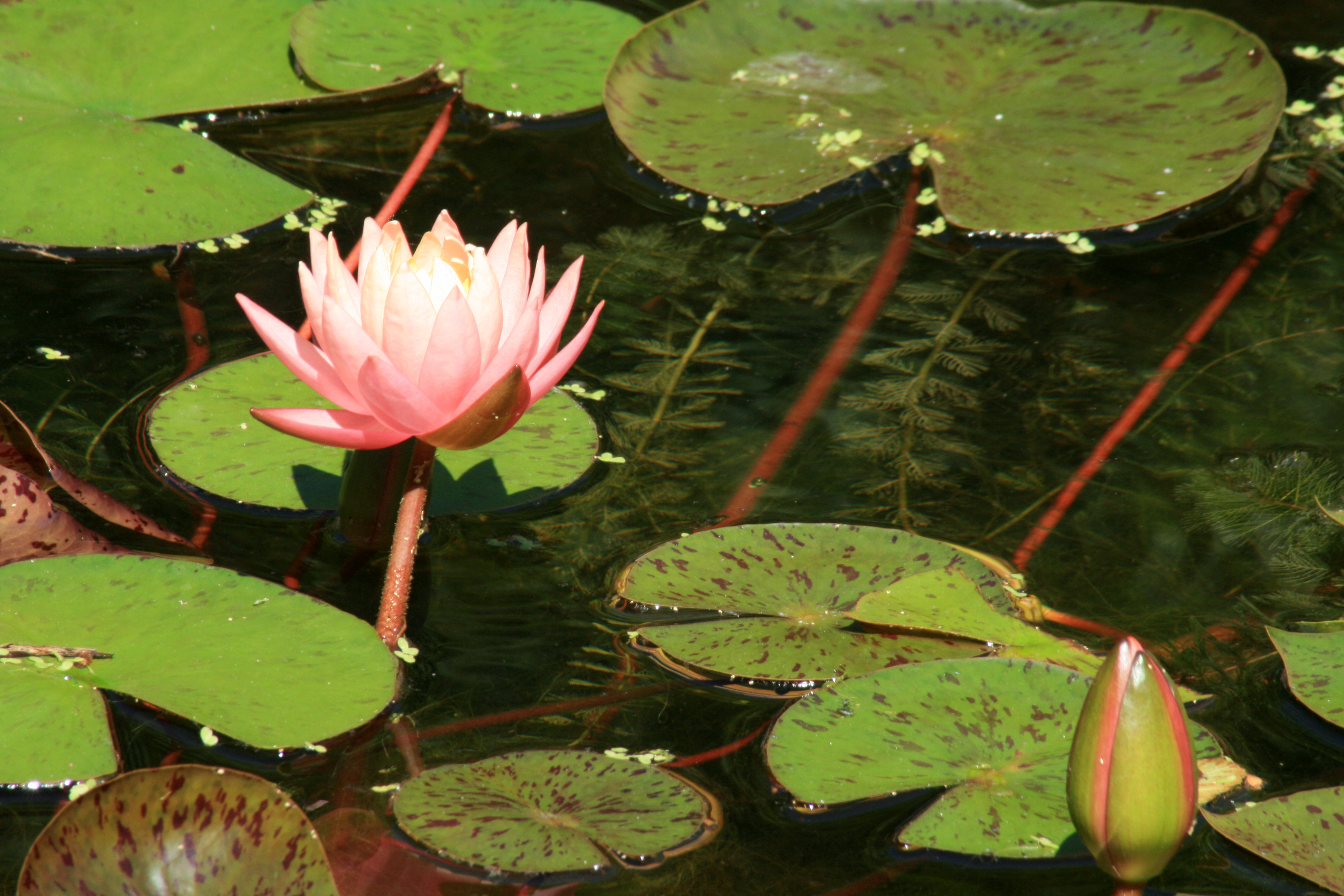
Seerose im Wassergarten
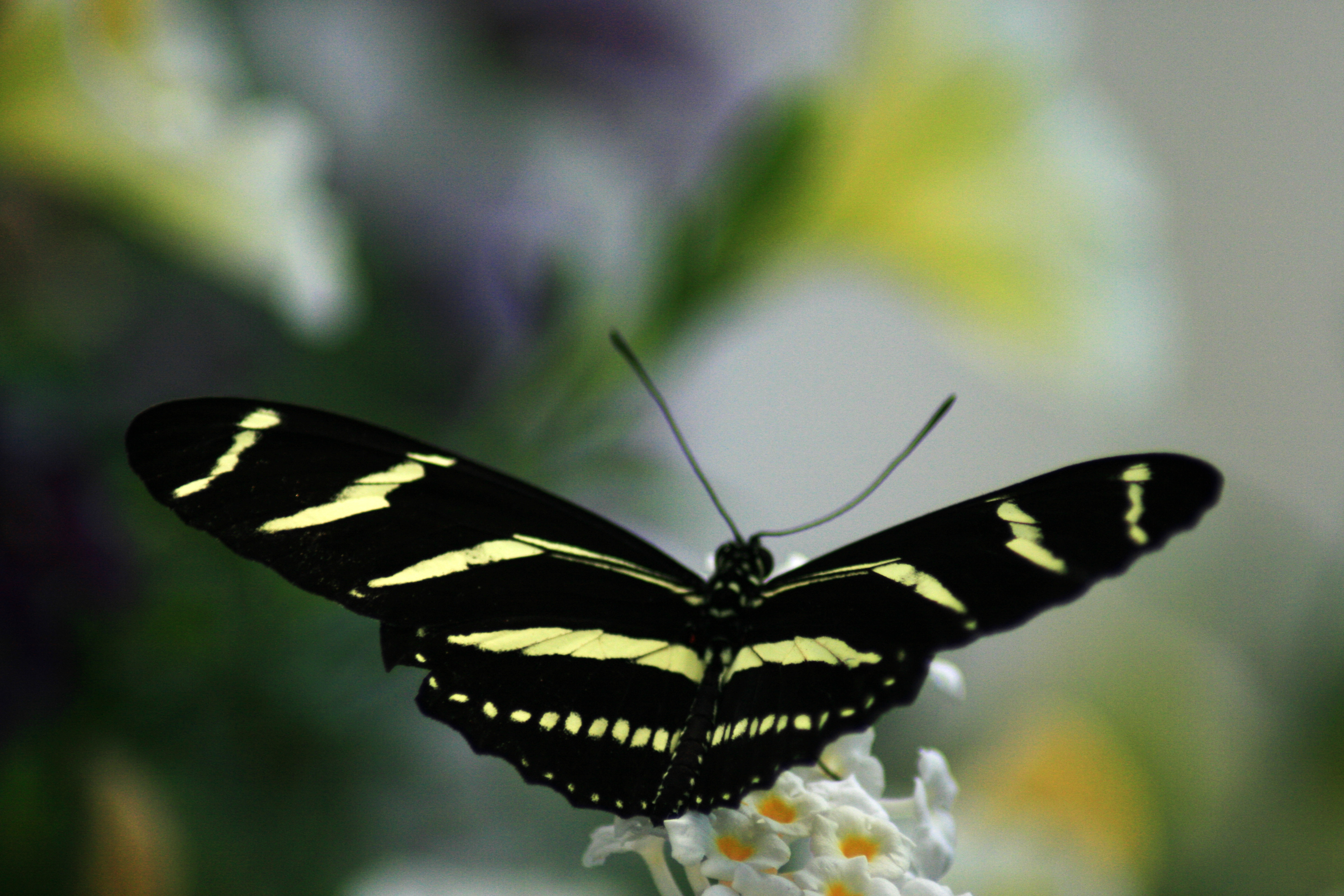
Zebrafalter (Heliconius charithonia)

### Weitere Anlagen
Unter dem Namen Oceans sind die wasserbewohnenden Tiere konzentriert. In einem Delphinarium sind Delfine untergebracht. Durch Glasscheiben können die Besucher die Tiere fünf Meter unter der Wasseroberfläche beim Schwimmen und Jagen beobachten. Ein Schauaquarium ist mit großen Becken ausgestattet, in denen viele verschiedene Arten von Fischen, Korallen und Seeanemonen leben. Ein Pinguinarium zeigt verschiedene Pinguinarten. Walrosse und Kalifornische Seelöwen werden in einem von Felsen gesäumten Freibecken gehalten.
Auf dem Gelände befindet sich auch ein Vergnügungspark, in welchem eine Achterbahn sowie ein Karussell für die Unterhaltung der Besucher sorgen.

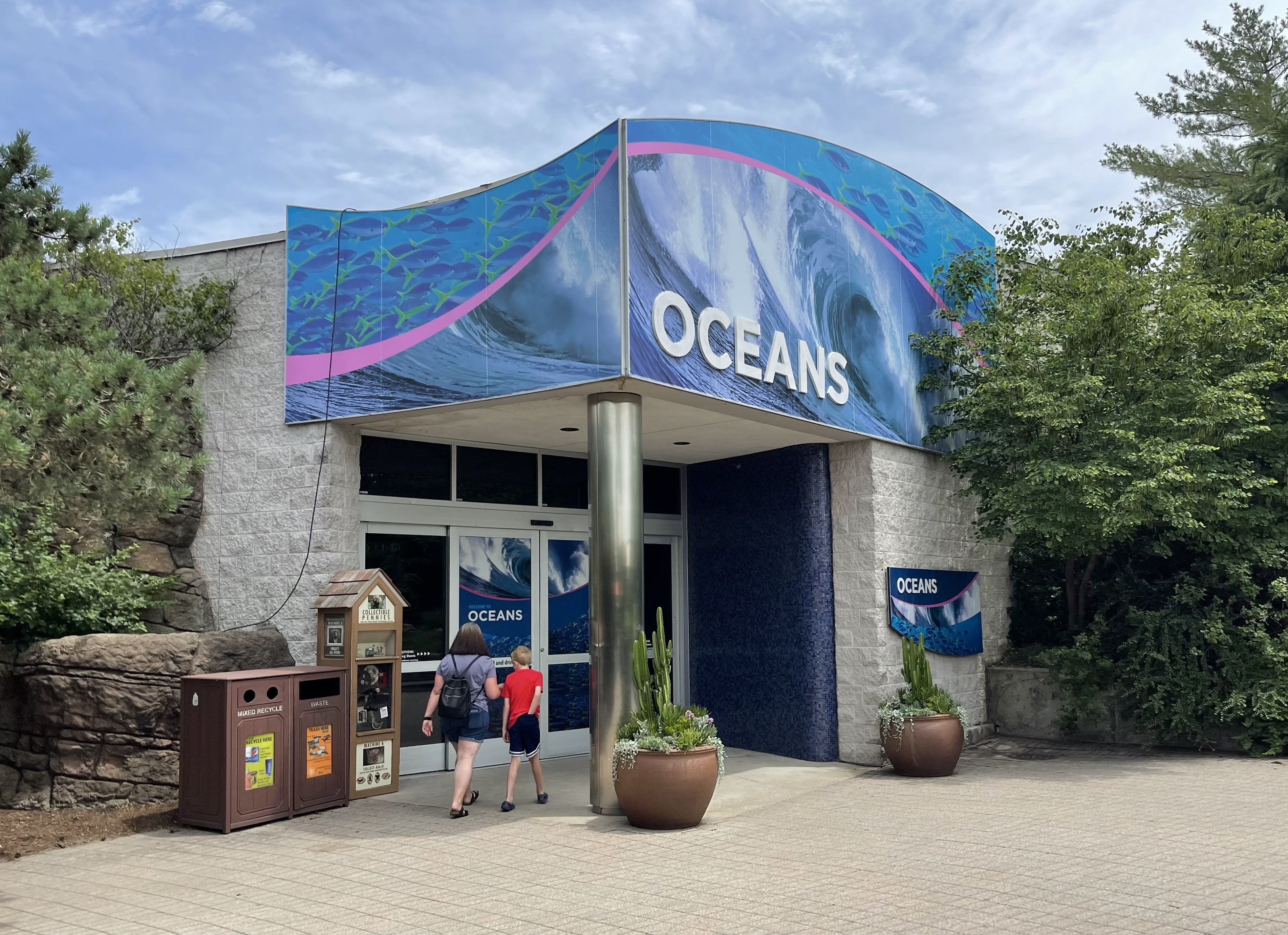
Eingang Oceans
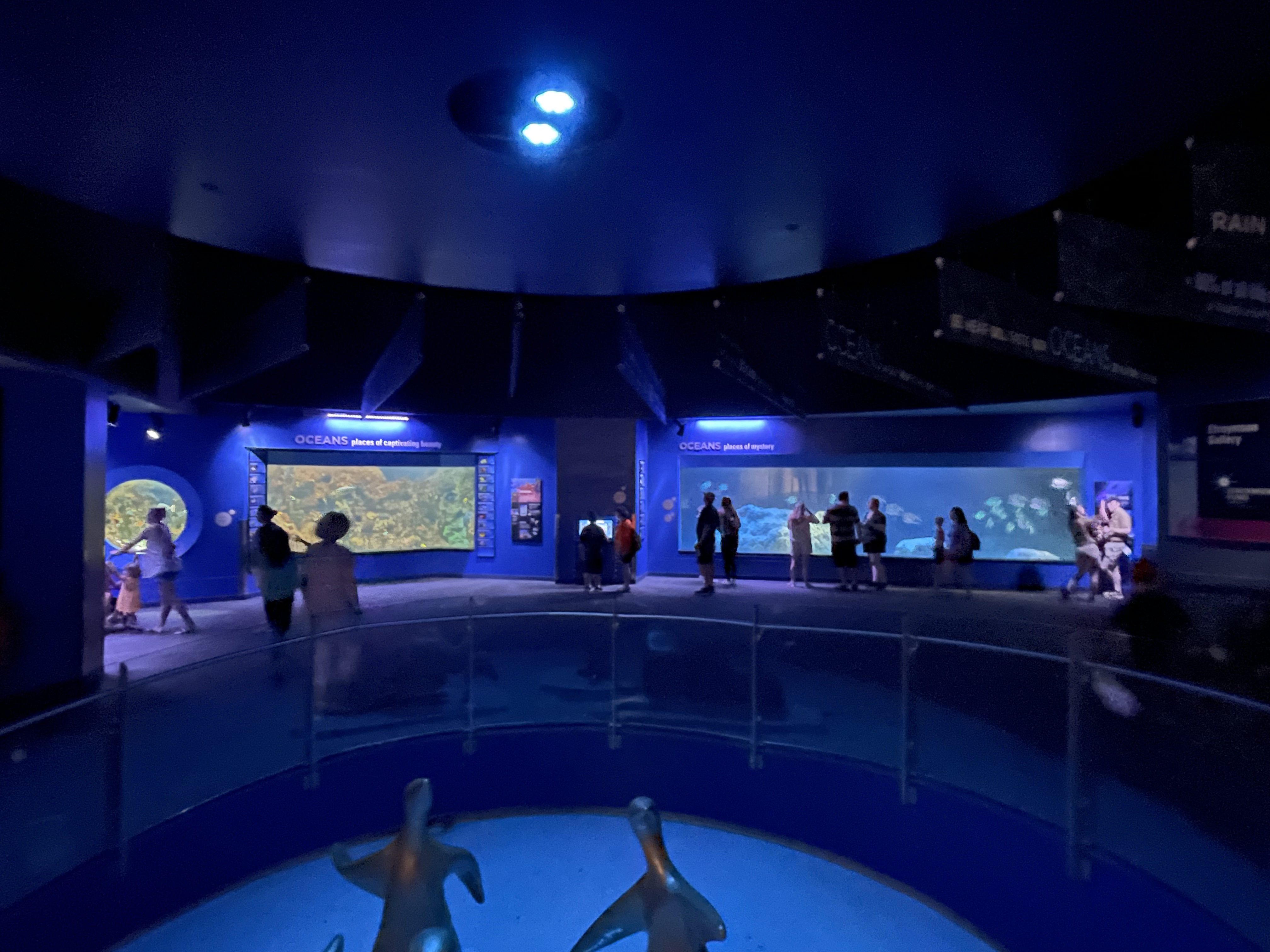
Schaubecken
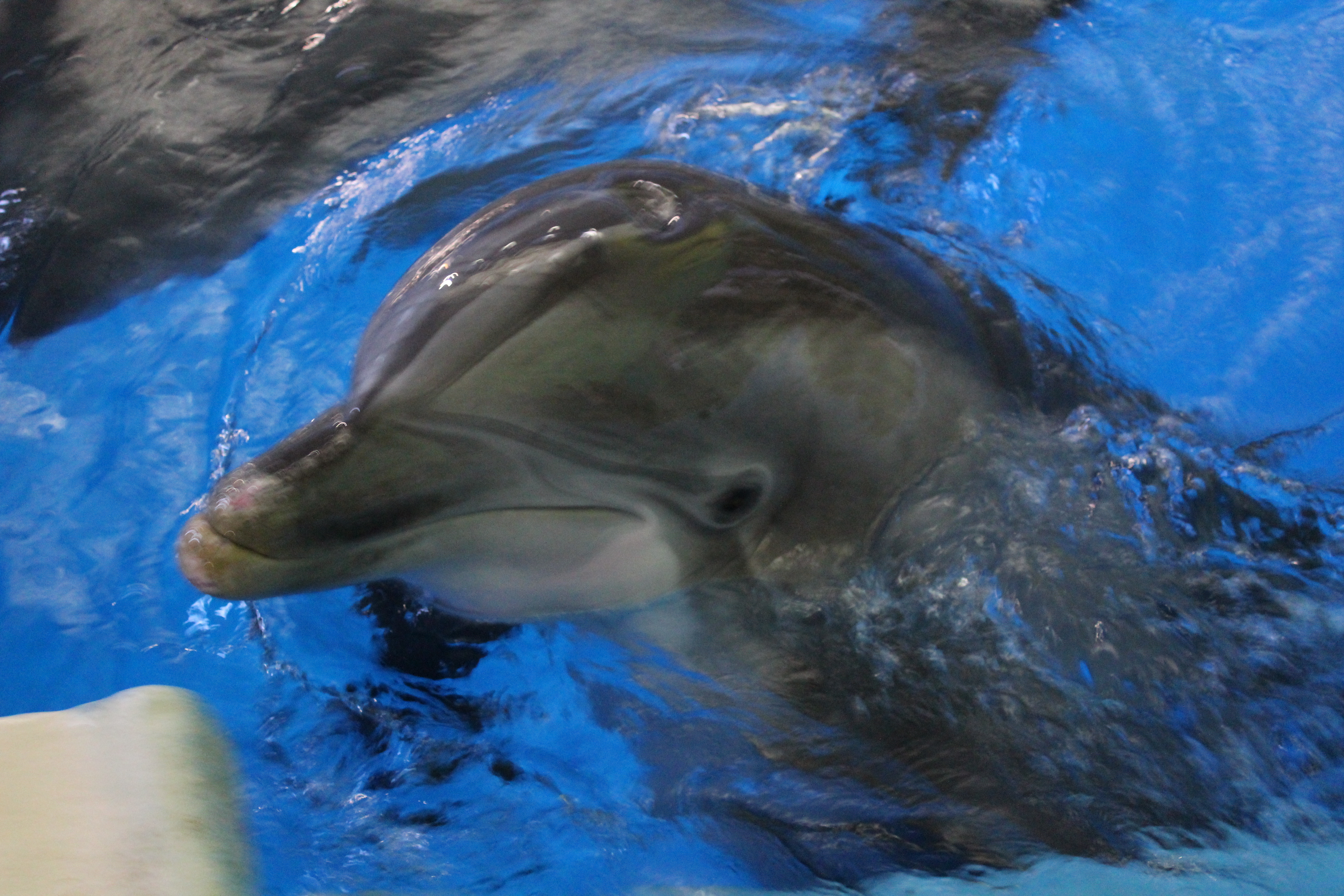
Delfin
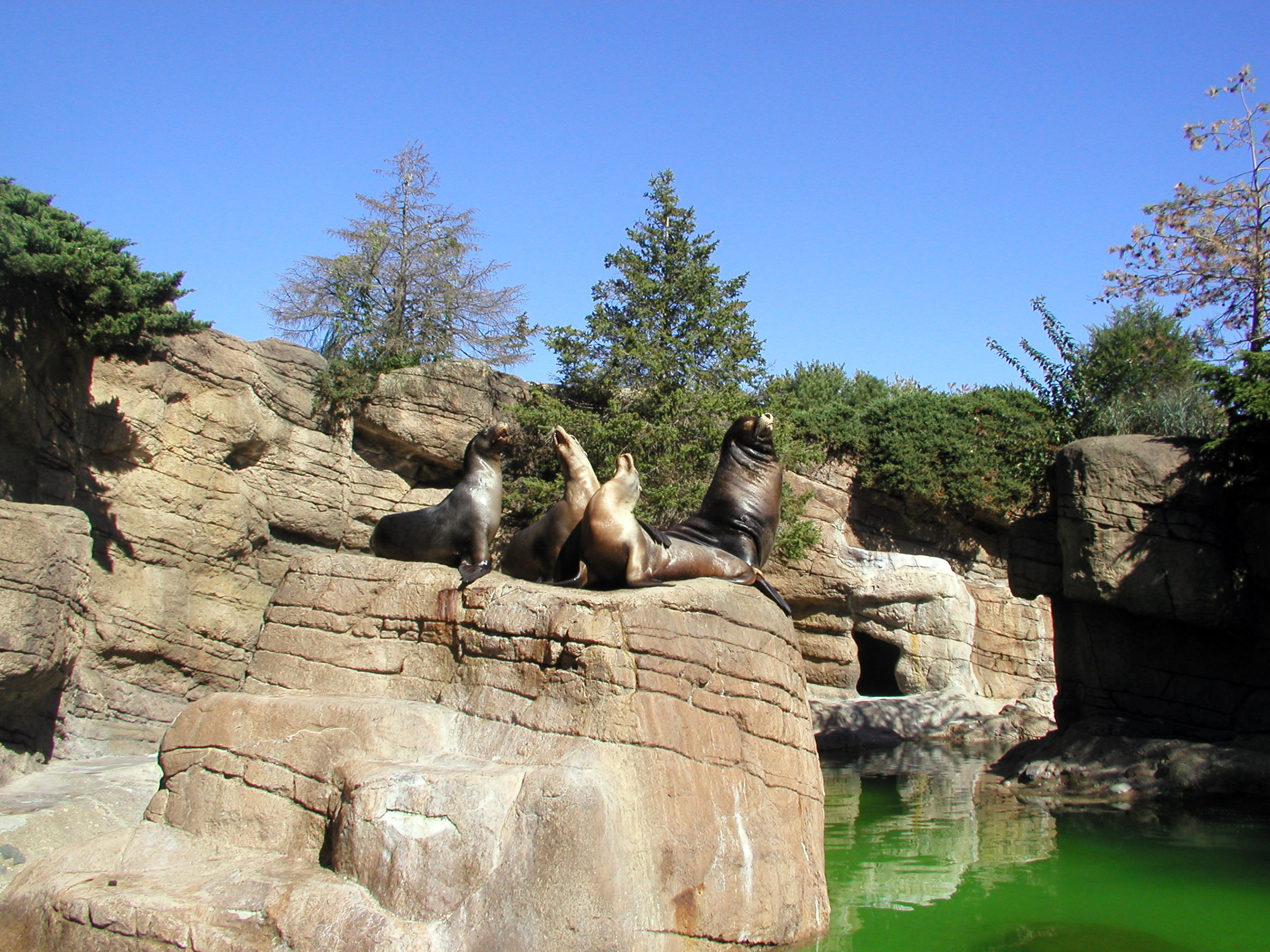
Seelöwenanlage
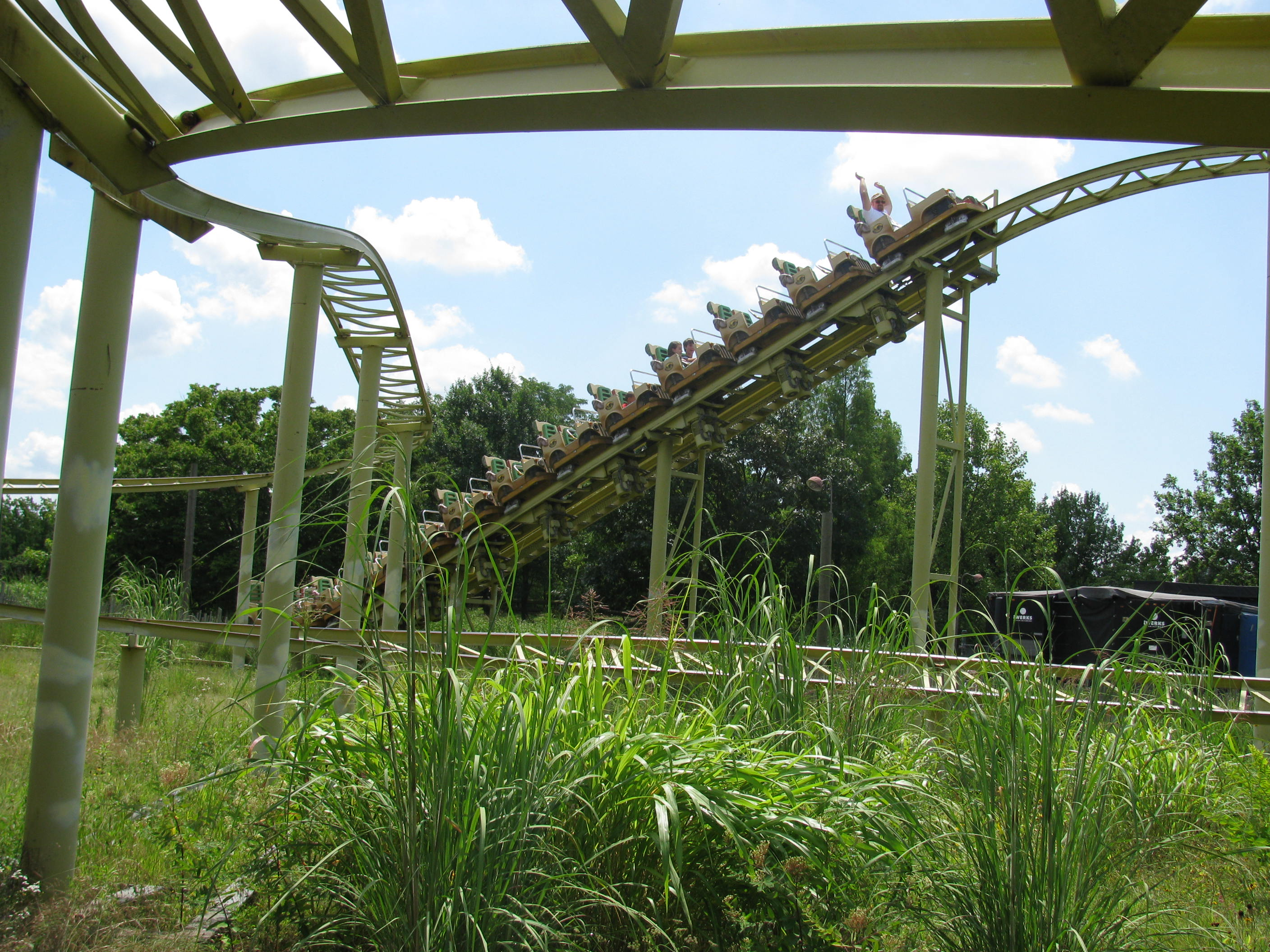
Achterbahn